# 2020-as dán TCR-szezon
A 2020-as dán TCR-bajnokság a sorozat első évada volt. A résztvevők a TCR szabályrendszeren alapuló versenyautókkal teljesítették a versenyeket. A bajnokság eredetileg április 18-án vette volna kezdetét a Jyllandsringen versenypályán és október 11-én ért volna véget a Padborg Parkban, azonban a koronavírus-járvány miatt a versenynaptár összetétele jelentősen megváltozott. Ennek következtében az idény június 20-án indult el az eredetileg tervezett helyszínen és szintén ott fejeződött be október 25-én.
Az egyéni bajnokságot Kasper Jensen nyerte meg, míg a csapatoknál az LM Racing győzedelmeskedett.

## Csapatok és versenyzők
| Csapat                | Autó                            | #  | Versenyző         | Kategória | Kategória | Forduló |
| --------------------- | ------------------------------- | -- | ----------------- | --------- | --------- | ------- |
| Carlsen Motorsport    | Peugeot 308 TCR                 | 4  | Michael Carlsen   | DSG       | DSG       | Összes  |
| Insight Racing        | Peugeot 308 TCR                 | 5  | Johnny Vejlebo    | DSG       | DSG       | Összes  |
| Insight Racing        | Alfa Romeo Giulietta TCR        | 9  | Jacob Mathiassen  |           |           | Összes  |
| Insight Racing        | Alfa Romeo Giulietta Veloce TCR | 10 | Kristian Sætheren | U23       | U23       | 1, 4    |
| Massive Motorsport    | Honda Civic Type R TCR (FK8)    | 6  | Kasper Jensen     |           |           | Összes  |
| Massive Motorsport    | Honda Civic Type R TCR (FK8)    | 88 | Kenn Bach         | DSG       | DSG       | Összes  |
| Madbull Racing        | CUPRA León TCR                  | 7  | Kim Lund          | DSG       | DSG       | Összes  |
| Meteor Racing         | Volkswagen Golf GTI TCR         | 8  | Allan Kristensen  | DSG       | DSG       | 1–2, 4  |
| Meteor Racing         | Volkswagen Golf GTI TCR         | 41 | René Povlsen      | DSG       | DSG       | Összes  |
| LM Racing             | Volkswagen Golf GTI TCR         | 11 | Nicolai Sylvest   | U23       | U23       | Összes  |
| LM Racing             | Volkswagen Golf GTI TCR         | 23 | Jan Magnussen     |           |           | Összes  |
| Team Sally Racing     | CUPRA León TCR                  | 12 | Peter Obel        |           |           | 4       |
| TPR Motorsport        | Honda Civic Type R TCR (FK8)    | 16 | Casper Elgaard    |           |           | 2–4     |
| Markussen Racing      | Peugeot 308 TCR                 | 18 | Michael Markussen |           |           | Összes  |
| Peugeot Sport Denmark | Peugeot 308 TCR                 | 32 | Michelle Gatting  |           |           | 1       |
| Andersen Motorsport   | Hyundai i30 N TCR               | 19 | Martin Andersen   |           |           | Összes  |
| Lindhard Motorsport   | Volkswagen Golf GTI TCR         | 67 | Jonas Lindhard    | DSG       | U23       | Összes  |

| Ikon | Kategória                                    |
| ---- | -------------------------------------------- |
| DSG  | Versenyautók, amelyek DSG váltót használtak. |
| U23  | U23 kategória                                |

## Versenynaptár
| Verseny           | Verseny | Pálya               | Pályarajz | Dátum             |
| ----------------- | ------- | ------------------- | --------- | ----------------- |
| 1                 | 1       | Jyllandsringen      |           | június 20–21.     |
| 1                 | 2       | Jyllandsringen      |           | június 20–21.     |
| 1                 | 3       | Jyllandsringen      |           | június 20–21.     |
| 2                 | 4       | Jyllandsringen      |           | szeptember 5–6.   |
| 2                 | 5       | Jyllandsringen      |           | szeptember 5–6.   |
| 2                 | 6       | Jyllandsringen      |           | szeptember 5–6.   |
| 2                 | 7       | Jyllandsringen      |           | szeptember 5–6.   |
| 2                 | 8       | Jyllandsringen      |           | szeptember 5–6.   |
| 2                 | 9       | Jyllandsringen      |           | szeptember 5–6.   |
| 3                 | 10      | Ring Djursland      |           | szeptember 26–27. |
| 3                 | 11      | Ring Djursland      |           | szeptember 26–27. |
| 3                 | 12      | Ring Djursland      |           | szeptember 26–27. |
| 4                 | 13      | Jyllandsringen      |           | október 23–25.    |
| 4                 | 14      | Jyllandsringen      |           | október 23–25.    |
| 4                 | 15      | Jyllandsringen      |           | október 23–25.    |
| Törölt versenyek: |         |                     |           |                   |
| –                 | –       | Classic Race Aarhus |           | május 15–17.      |
| –                 | –       | Classic Race Aarhus |           | május 15–17.      |
| –                 | –       | Classic Race Aarhus |           | május 15–17.      |
| –                 | –       | Bellahøj Park       |           | augusztus 1–2.    |
| –                 | –       | Bellahøj Park       |           | augusztus 1–2.    |
| –                 | –       | Bellahøj Park       |           | augusztus 1–2.    |
| –                 | –       | Padborg Park        |           | október 10–11.    |
| –                 | –       | Padborg Park        |           | október 10–11.    |
| –                 | –       | Padborg Park        |           | október 10–11.    |

## Eredmények

### Összefoglaló
| Verseny | Verseny | Helyszín       | Pole-pozíció      | Leggyorsabb kör   | Győztes            | Győztes             | Listavezető   | Előny |
| Verseny | Verseny | Helyszín       | Pole-pozíció      | Leggyorsabb kör   | Versenyző          | Csapat              | Listavezető   | Előny |
| ------- | ------- | -------------- | ----------------- | ----------------- | ------------------ | ------------------- | ------------- | ----- |
| 1       | 1       | Jyllandsringen | Kasper Jensen     | Kasper Jensen     | Kasper Jensen      | Massive Motorsport  | Kasper Jensen | 9     |
| 1       | 2       | Jyllandsringen |                   | Nicolai Sylvest   | Nicolai Sylvest    | LM Racing           | Kasper Jensen | 9     |
| 1       | 3       | Jyllandsringen | Nicolai Sylvest   | Kasper Jensen     | Massive Motorsport |                     | Kasper Jensen | 9     |
| 2       | 1       | Jyllandsringen |                   | Casper Elgaard[a] | Casper Elgaard[a]  | TPR Motorsport      | Kasper Jensen | 33    |
| 2       | 2       | Jyllandsringen | Casper Elgaard[a] | Martin Andersen   | Casper Elgaard     | TPR Motorsport      | Kasper Jensen | 33    |
| 2       | 3       | Jyllandsringen |                   | Martin Andersen   | Martin Andersen    | Andersen Motorsport | Kasper Jensen | 33    |
| 2       | 4       | Jyllandsringen | Jan Magnussen     | Kasper Jensen     | Casper Elgaard     | TPR Motorsport      | Kasper Jensen | 33    |
| 2       | 5       | Jyllandsringen |                   | Jacob Mathiassen  | Jacob Mathiassen   | Insight Racing      | Kasper Jensen | 33    |
| 2       | 6       | Jyllandsringen | Casper Elgaard    | Casper Elgaard    | TPR Motorsport     |                     | Kasper Jensen | 33    |
| 3       | 1       | Ring Djursland |                   | Jan Magnussen[a]  | Jan Magnussen[a]   | LM Racing           | Kasper Jensen | 22    |
| 3       | 2       | Ring Djursland | Jan Magnussen     | Martin Andersen   | Martin Andersen    | Andersen Motorsport | Kasper Jensen | 22    |
| 3       | 3       | Ring Djursland |                   | Nicolai Sylvest   | Jan Magnussen      | LM Racing           | Kasper Jensen | 22    |
| 4       | 1       | Jyllandsringen | Kasper Jensen     | Kasper Jensen     | Kasper Jensen      | Massive Motorsport  | Kasper Jensen | 45    |
| 4       | 2       | Jyllandsringen |                   | Casper Elgaard    | Jacob Mathiassen   | Insight Racing      | Kasper Jensen | 45    |
| 4       | 3       | Jyllandsringen | Kasper Jensen     | Kasper Jensen     | Massive Motorsport |                     | Kasper Jensen | 45    |

- ↑ a:  Megjegyzés: Az első verseny helyett egy időmérő edzést tartottak, amely a második futam rajtsorrendjét határozta meg. A kvalifikáción elért helyezéseket a futamokon használt pontrendszer alapján értékelték.

### Pontrendszer
| Helyezés | 1. | 2. | 3. | 4. | 5. | 6. | 7. | 8. | 9. | 10. | 11. | 12. | 13. | 14. | 15. | 16. | 17. |
| -------- | -- | -- | -- | -- | -- | -- | -- | -- | -- | --- | --- | --- | --- | --- | --- | --- | --- |
| Pont     | 25 | 20 | 17 | 15 | 13 | 12 | 11 | 10 | 9  | 8   | 7   | 6   | 5   | 4   | 3   | 2   | 1   |

### Versenyzők
| Helyezés | Versenyző         | JYL1 | JYL1 | JYL1 | JYL2 | JYL2 | JYL2 | JYL2 | JYL2 | JYL2 | DJU | DJU | DJU | JYL3 | JYL3 | JYL3 | Pont |
| -------- | ----------------- | ---- | ---- | ---- | ---- | ---- | ---- | ---- | ---- | ---- | --- | --- | --- | ---- | ---- | ---- | ---- |
| 1.       | Kasper Jensen     | 1    | 3    | 1    | 2    | 2    | 4    | 3    | 3    | 2    | 6   | 3   | 2   | 1    | 4    | 1    | 290  |
| 2.       | Martin Andersen   | 2    | 6    | 4    | 3    | 3    | 1    | 4    | 11   | 5    | 2   | 1   | 4   | 7    | 2    | 5    | 245  |
| 3.       | Nicolai Sylvest   | 5    | 1    | 2    | 5    | 6    | 3    | 6    | 4    | 6    | 4   | 4   | 3   | 2    | 8    | 4    | 231  |
| 4.       | Jan Magnussen     | 3    | 4    | Hn   | 7    | Ki   | 5    | 2    | Ki   | 4    | 1   | 2   | 1   | 3    | 3    | 2    | 215  |
| 5.       | Jacob Mathiassen  | 7    | 2    | 3    | 4    | 4    | 7    | 7    | 1    | 13   | 3   | 12  | Ki  | 6    | 1    | 8    | 200  |
| 6.       | Michael Markussen | 4    | 5    | 5    | 8    | 5    | 2    | 5    | 2    | 3    | 5   | 5   | 10† | 4    | 5    | Ki   | 195  |
| 7.       | Casper Elgaard    |      |      |      | 1    | 1    | 8    | 1    | 5    | 1    | 7   | Ki  | Ki  | 14   | 6    | 3    | 167  |
| 8.       | René Povlsen      | 8    | 7    | 7    | 10   | 8    | 9    | Ki   | 6    | 8    | 9   | 11  | 9   | 15   | 12   | 9    | 124  |
| 9.       | Michael Carlsen   | 13   | 9    | 8    | 6    | Kiz  | 12   | 11   | 10   | 11   | 8   | 6   | 6   | 8    | 13   | 7    | 124  |
| 10.      | Kenn Bach         | 10   | Ki   | 10†  | 11   | 7    | 6    | 8    | Ki   | 10   | 11  | 8   | 7   | 11   | 15   | Ki   | 102  |
| 11.      | Jonas Lindhard    | 12   | 11   | 9    | 9    | 11   | 13   | 12   | 7    | 12   | 10  | 9   | 8   | 10   | 14   | Ki   | 104  |
| 12.      | Johnny Vejlebo    | 14†  | Ki   | Ni   | 12   | 10   | 10   | 9    | 8    | 7    | 13  | 10  | Kiz | 9    | 11   | 11   | 104  |
| 13.      | Allan Kristensen  | 9    | Ki   | Ni   | 14   | 9    | 11   | 10   | 9    | 9    |     |     |     | 12   | 9    | 10   | 74   |
| 14.      | Kristian Sætheren | 6    | 8    | 6    |      |      |      |      |      |      |     |     |     | 5    | 7    | 6    | 70   |
| 15.      | Kim Lund          | 11   | 10   | Ki   | 13   | Ni   | Ni   | Ni   | Ni   | Ni   | 12  | 7   | 5   | 13   | 10   | Ki   | 63   |
| 16.      | Michelle Gatting  | 15†  | Ki   | Ni   |      |      |      |      |      |      |     |     |     |      |      |      | 3    |
| Helyezés | Versenyző         | JYL1 | JYL1 | JYL1 | JYL2 | JYL2 | JYL2 | JYL2 | JYL2 | JYL2 | DJU | DJU | DJU | JYL3 | JYL3 | JYL3 | Pont |

† – A versenyző nem ért célba, viszont eredményét értékelték, mivel teljesítette a versenytáv 75%-át.

### Csapatok
| Helyezés | Csapat                | #  | JYL1 | JYL1 | JYL1 | JYL2 | JYL2 | JYL2 | JYL2 | JYL2 | JYL2 | DJU | DJU | DJU | JYL3 | JYL3 | JYL3 | Pont |
| -------- | --------------------- | -- | ---- | ---- | ---- | ---- | ---- | ---- | ---- | ---- | ---- | --- | --- | --- | ---- | ---- | ---- | ---- |
| 1.       | LM Racing             | 11 | 5    | 1    | 2    | 5    | 6    | 3    | 6    | 4    | 6    | 4   | 4   | 3   | 2    | 8    | 4    | 446  |
| 1.       | LM Racing             | 23 | 3    | 4    | Hn   | 7    | Ki   | 5    | 2    | Ki   | 4    | 1   | 2   | 1   | 3    | 3    | 2    | 446  |
| 2.       | Massive Motorsport    | 6  | 1    | 3    | 1    | 2    | 2    | 4    | 3    | 3    | 2    | 6   | 3   | 2   | 1    | 4    | 1    | 392  |
| 2.       | Massive Motorsport    | 88 | 10   | Ki   | 10†  | 11   | 7    | 6    | 8    | Ki   | 10   | 11  | 8   | 7   | 11   | 15   | Ki   | 392  |
| 3.       | Insight Racing        | 5  | 14†  | Ki   | Ni   | 12   | 10   | 10   | 9    | 8    | 7    | 13  | 10  | Kiz | 9    | 11   | 11   | 343  |
| 3.       | Insight Racing        | 9  | 7    | 2    | 3    | 4    | 4    | 7    | 7    | 1    | 13   | 3   | 12  | Ki  | 6    | 1    | 8    | 343  |
| 3.       | Insight Racing        | 10 | 6    | 8    | 6    |      |      |      |      |      |      |     |     |     | 5    | 7    | 6    | 343  |
| 4.       | Andersen Motorsport   | 19 | 2    | 6    | 4    | 3    | 3    | 1    | 4    | 11   | 5    | 2   | 1   | 4   | 7    | 2    | 5    | 245  |
| 5.       | Meteor Racing         | 8  | 9    | Ki   | Ni   | 14   | 9    | 11   | 10   | 9    | 9    |     |     |     | 12   | 9    | 10   | 199  |
| 5.       | Meteor Racing         | 41 | 8    | 7    | 7    | 10   | 8    | 9    | Ki   | 6    | 8    | 9   | 11  | 9   | 15   | 12   | 9    | 199  |
| 6.       | Markussen Racing      | 18 | 4    | 5    | 5    | 8    | 5    | 2    | 5    | 2    | 3    | 5   | 5   | 10† | 4    | 5    | Ki   | 195  |
| 7.       | TPR Motorsport        | 16 |      |      |      | 1    | 1    | 8    | 1    | 5    | 1    | 7   | Ki  | Ki  | 14   | 6    | 3    | 167  |
| 8.       | Carlsen Motorsport    | 4  | 13   | 9    | 8    | 6    | Kiz  | 12   | 11   | 10   | 11   | 8   | 6   | 6   | 8    | 13   | 7    | 124  |
| 9.       | Lindhard Motorsport   | 67 | 12   | 11   | 9    | 9    | 11   | 13   | 12   | 7    | 12   | 10  | 9   | 8   | 10   | 14   | Ki   | 104  |
| 10.      | Madbull Racing        | 7  | 11   | 10   | Ki   | 13   | Ni   | Ni   | Ni   | Ni   | Ni   | 12  | 7   | 5   | 13   | 10   | Ki   | 63   |
| 11.      | Peugeot Sport Denmark | 32 | 15†  | Ki   | Ni   |      |      |      |      |      |      |     |     |     |      |      |      | 3    |
| Helyezés | Csapat                | #  | JYL1 | JYL1 | JYL1 | JYL2 | JYL2 | JYL2 | JYL2 | JYL2 | JYL2 | DJU | DJU | DJU | JYL3 | JYL3 | JYL3 | Pont |

Megjegyzés: Egy csapat számára legfeljebb 2 versenyző szerezhet pontokat.

### DSG
Pontrendszer
| Helyezés | 1. | 2. | 3. | 4. | 5. | 6. | 7. |
| -------- | -- | -- | -- | -- | -- | -- | -- |
| Pont     | 12 | 10 | 8  | 6  | 4  | 2  | 0  |

| Helyezés | Versenyző        | JYL1 | JYL1 | JYL1 | JYL2 | JYL2 | JYL2 | JYL2 | JYL2 | JYL2 | DJU | DJU | DJU | JYL3 | JYL3 | JYL3 | Pont |
| -------- | ---------------- | ---- | ---- | ---- | ---- | ---- | ---- | ---- | ---- | ---- | --- | --- | --- | ---- | ---- | ---- | ---- |
| 1.       | René Povlsen     | 8    | 7    | 7    | 10   | 8    | 9    | Ki   | 6    | 8    | 9   | 11  | 9   | 15   | 12   | 9    | 118  |
| 2.       | Michael Carlsen  | 13   | 9    | 8    | 6    | Kiz  | 12   | 11   | 10   | 11   | 8   | 6   | 6   | 8    | 13   | 7    | 114  |
| 3.       | Kenn Bach        | 10   | Ki   | 10†  | 11   | 7    | 6    | 8    | Ki   | 10   | 11  | 8   | 7   | 11   | 15   | Ki   | 91   |
| 4.       | Johnny Vejlebo   | 14†  | Ki   | Ni   | 12   | 10   | 10   | 9    | 8    | 7    | 13  | 10  | Kiz | 9    | 11   | 11   | 82   |
| 5.       | Jonas Lindhard   | 12   | 11   | 9    | 9    | 11   | 13   | 12   | 7    | 12   | 10  | 9   | 8   | 10   | 14   | Ki   | 80   |
| 6.       | Allan Kristensen | 9    | Ki   | Ni   | 14   | 9    | 11   | 10   | 9    | 9    |     |     |     | 12   | 9    | 10   | 71   |
| 7.       | Kim Lund         | 11   | 10   | Ki   | 13   | Ni   | Ni   | Ni   | Ni   | Ni   | 12  | 7   | 5   | 13   | 10   | Ki   | 56   |
| Helyezés | Versenyző        | JYL1 | JYL1 | JYL1 | JYL2 | JYL2 | JYL2 | JYL2 | JYL2 | JYL2 | DJU | DJU | DJU | JYL3 | JYL3 | JYL3 | Pont |

### U23
| Helyezés | Versenyző         | JYL1 | JYL1 | JYL1 | JYL2 | JYL2 | JYL2 | JYL2 | JYL2 | JYL2 | DJU | DJU | DJU | JYL3 | JYL3 | JYL3 | Pont |
| -------- | ----------------- | ---- | ---- | ---- | ---- | ---- | ---- | ---- | ---- | ---- | --- | --- | --- | ---- | ---- | ---- | ---- |
| 1.       | Nicolai Sylvest   | 5    | 1    | 2    | 5    | 6    | 3    | 6    | 4    | 6    | 4   | 4   | 3   | 2    | 8    | 4    | 118  |
| 2.       | Jonas Lindhard    | 12   | 11   | 9    | 9    | 11   | 13   | 12   | 7    | 12   | 10  | 9   | 8   | 10   | 14   | Ki   | 114  |
| 3.       | Kristian Sætheren | 6    | 8    | 6    |      |      |      |      |      |      |     |     |     | 5    | 7    | 6    | 91   |
| Helyezés | Versenyző         | JYL1 | JYL1 | JYL1 | JYL2 | JYL2 | JYL2 | JYL2 | JYL2 | JYL2 | DJU | DJU | DJU | JYL3 | JYL3 | JYL3 | Pont |

## Külső hivatkozások
- A dán TCR bajnokság hivatalos weboldala